# Johnny Dumfries
John Colum Crichton-Stuart, 7. markiz Bute (pred tem Earl of Dumfries; najbolj znan kot Johnny Dumfries), britanski dirkač Formule 1, * 26. april 1958, Rothesay, Isle of Bute, Škotska, Združeno kraljestvo, † 22. marec 2021.

## Življenjepis
Prvi večji uspeh je dosegel v sezoni 1984, ko je osvojil prvenstvo Britanske Formule 3. V Formuli 1 je debitiral je v sezoni 1986, ko je dosegel dve uvrstitvi med dobitnike točk, peto mesto na dirki za Veliko nagrado Madžarske in šesto mesto na zadnji dirki sezone za Veliko nagrado Avstralije, še dvakrat pa je bil blizu točkam s sedmima mestoma. S tem se je končala njegova kariera v Formuli 1, je pa med leti 1987 in 1991 sodeloval na dirki 24 ur Le Mansa, ki jo je leta 1988 dobil skupaj z Janom Lammersom in Andyjem Wallacom.

## Popolni rezultati Formule 1
(legenda) (odebeljene dirke pomenijo najboljši štartni položaj, poševne pa najhitrejši krog, †-uvrščen kljub odstopu)
| Leto | Moštvo | Šasija | Motor   | 1       | 2       | 3       | 4       | 5      | 6       | 7    | 8       | 9     | 10      | 11      | 12    | 13      | 14    | 15    | 16  | Prv | Toč |
| ---- | ------ | ------ | ------- | ------- | ------- | ------- | ------- | ------ | ------- | ---- | ------- | ----- | ------- | ------- | ----- | ------- | ----- | ----- | --- | --- | --- |
| 1986 | Lotus  | BRA 9  | ŠPA Ret | SMR Ret | MON DNQ | BEL Ret | KAN Ret | VZDA 7 | FRA Ret | VB 7 | NEM Ret | MAD 5 | AVT Ret | ITA Ret | POR 9 | MEH Ret | AVS 6 | Lotus | 13. | 3   |     |